# Helen Glacier (glaciär i Antarktis)
Helen Glacier är en glaciär i Antarktis. Den ligger i Östantarktis. Australien gör anspråk på området. Helen Glacier ligger 317 meter över havet.
Terrängen runt Helen Glacier är platt åt sydväst, men åt nordost är den kuperad.  Trakten är obefolkad. Det finns inga samhällen i närheten.